# Giardino dei Semplici

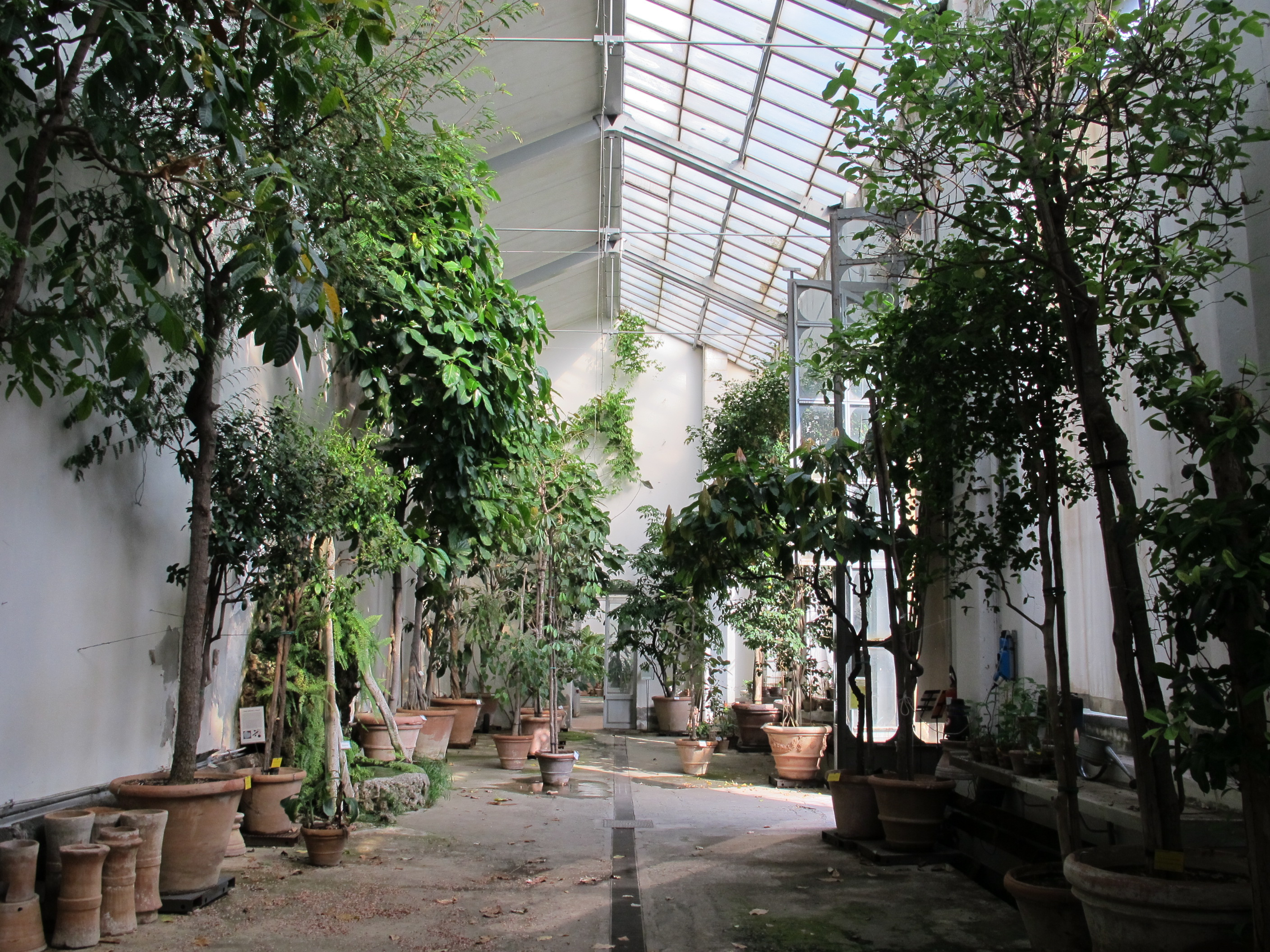
Una delle serre in muratura

Il Giardino dei Semplici (originalmente conosciuto come Horto dei semplici) è l'orto botanico di Firenze. È il secondo orto botanico più antico al mondo nella sua collocazione originaria. Con le sue collezioni storiche costituisce un'articolazione del Sistema Museale di Ateneo dell'Università degli Studi di Firenze ed è parte del Museo di storia naturale.

## Storia
(Luca Ghini, 1543 - frase citata sulla medaglia commemorativa per i 460 anni dalla fondazione del Giardino dei Semplici)

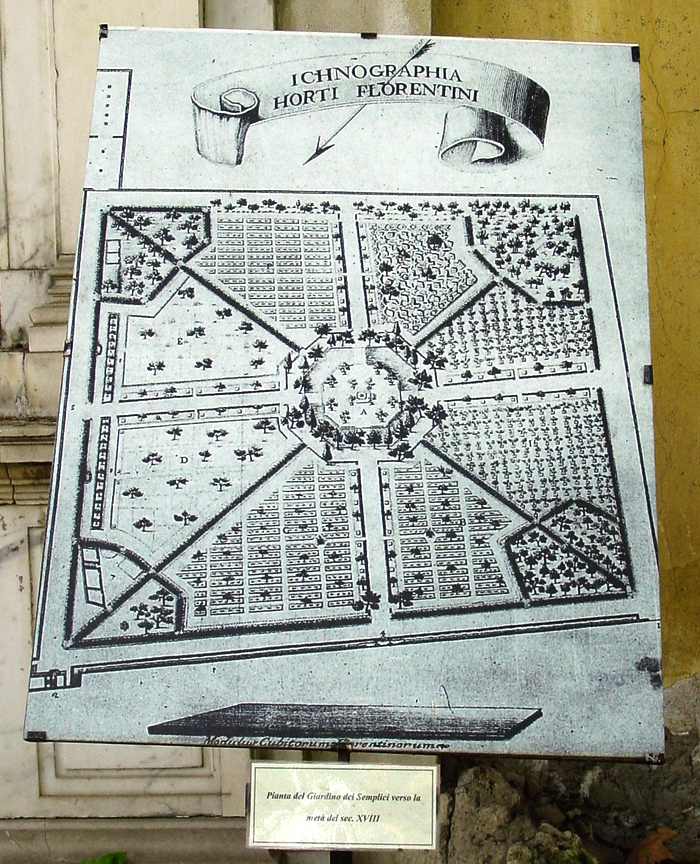
Antica planimetria dell'orto

Fin dal medioevo i "semplici" (varietà vegetali con virtù medicamentose) si coltivavano in vari orti cittadini. La parola semplici deriva dal latino medioevale medicamentum o medicina simplex usata per definire le erbe medicinali. Inizialmente aveva il nome di Horto dei semplici. Il primo orto botanico del mondo occidentale sorse a Salerno, ad opera di Matteo Silvatico, insigne medico della Scuola salernitana tra il tredicesimo ed il quattordicesimo secolo. Egli si distinse come profondo conoscitore di piante per la produzione di medicamenti. Di Matteo Silvatico è il Liber cibalis et medicinalis Pandectarum, preziosa raccolta di informazioni sui semplici, cioè sulle piante che venivano utilizzate per la produzione di medicamenti.
Nei Giardini della Minerva vennero, per la prima volta, coltivate e classificate una grande quantità di piante ed erbe, per studiarne a scopo scientifico le proprietà terapeutiche e medicamentose. Qui veniva svolta una vera e propria attività didattica per mostrare agli allievi della Scuola Medica le piante con il loro nome e le loro caratteristiche. Il sito è dotato di un particolare microclima, favorito dalla scarsa incidenza dei venti di tramontana e dalla favorevole esposizione, che ancora oggi permette la coltivazione o addirittura la propagazione spontanea di specie vegetali esigenti in fatto di umidità e calore.
Documenti storici confermano che questo giardino fu il primo Orto botanico d'Europa per la coltivazione e raccolta dei semplici, vegetali a scopo terapeutico. La particolare tipologia di disegno e uso della vegetazione è stata poi ripresa anche nei successivi orti botanici di Padova, Pisa, Firenze, Pavia e Bologna.
Nel XVI secolo intensificandosi l'interesse per lo studio del mondo naturale, il duca Cosimo I de' Medici volle un orto accademico per integrare le lezioni degli studenti della facoltà di medicina. La data ufficiale di fondazione può essere fissata il 1º dicembre 1545, data del contratto di affitto stipulato con delle suore domenicane  di San Domenico del Maglio che cedettero un loro pezzo di terreno situato in località "Cafaggio", vicino alle stalle medicee di Michelozzo (oggi nell'Istituto Geografico Militare).
L'orto fiorentino può essere considerato il terzo più antico al mondo dopo l'Orto botanico di Pisa (che però oggi non si trova nello stesso sito della fondazione) e l'Orto botanico di Padova.
Fu disegnato da Niccolò Tribolo e la scelta delle piante e la loro sistemazione fu curata da Luca Ghini. Il Giardino conobbe un periodo di grande splendore sul finire del secolo sotto la direzione di Giuseppe Casabona, in grado di arricchirlo di molte piante rare. Nel corso del XVII secolo, l'attività di Paolo Boccone e di altri botanici e giardinieri consentì al giardino una certa autonomia, nonostante che l'Orto botanico di Santa Maria Nuova e l'Orto botanico di Pisa svolgessero un ruolo scientifico di ben maggiore rilevanza.
Fu il grande botanico Pier Antonio Micheli che, agli inizi del Settecento, rese il giardino un centro di studio e ricerca botanica di rilevanza internazionale, grazie alle sue numerose relazioni con studiosi stranieri. Fondò nel 1716 la Società Botanica fiorentina come ricorda la targa all'angolo con via Micheli. Nel 1718 fu chiamato da Cosimo III a dirigere l'Orto Botanico. Inoltre curò moltissimo anche la raccolta di semi e campioni secchi. Alla morte del Micheli, nel 1737, gli successe Giovanni Targioni Tozzetti e quindi Saverio Manetti, autore del primo Index seminum. Passato all'Accademia dei Georgofili nel 1783, dopo la soppressione della Società Botanica, il giardino fu trasformato in "Orto sperimentale agrario" e ridisegnato radicalmente dall'abate Leonardo Frati. Divenuto nuovamente "Giardino dei semplici" nel 1847, sotto la direzione di Antonio Targioni Tozzetti, nel 1864 venne aperto al pubblico. Il botanico Teodoro Caruel, direttore dal 1865 al 1895, fece costruire le serre tuttora esistenti. Sul finire del secolo passò al Regio Istituto di Studi Superiori, divenuto poi facoltà universitaria, riunendo il settore botanico del museo di storia naturale di via Romana e le collezioni del Giardino di Boboli.
Il giardino è stato gravemente danneggiato dalla tempesta di grandine del 19 settembre 2014: si stima che il 90% del patrimonio arboreo si andato perduto o danneggiato, compromettendo anche gran parte delle serre.

## Descrizione

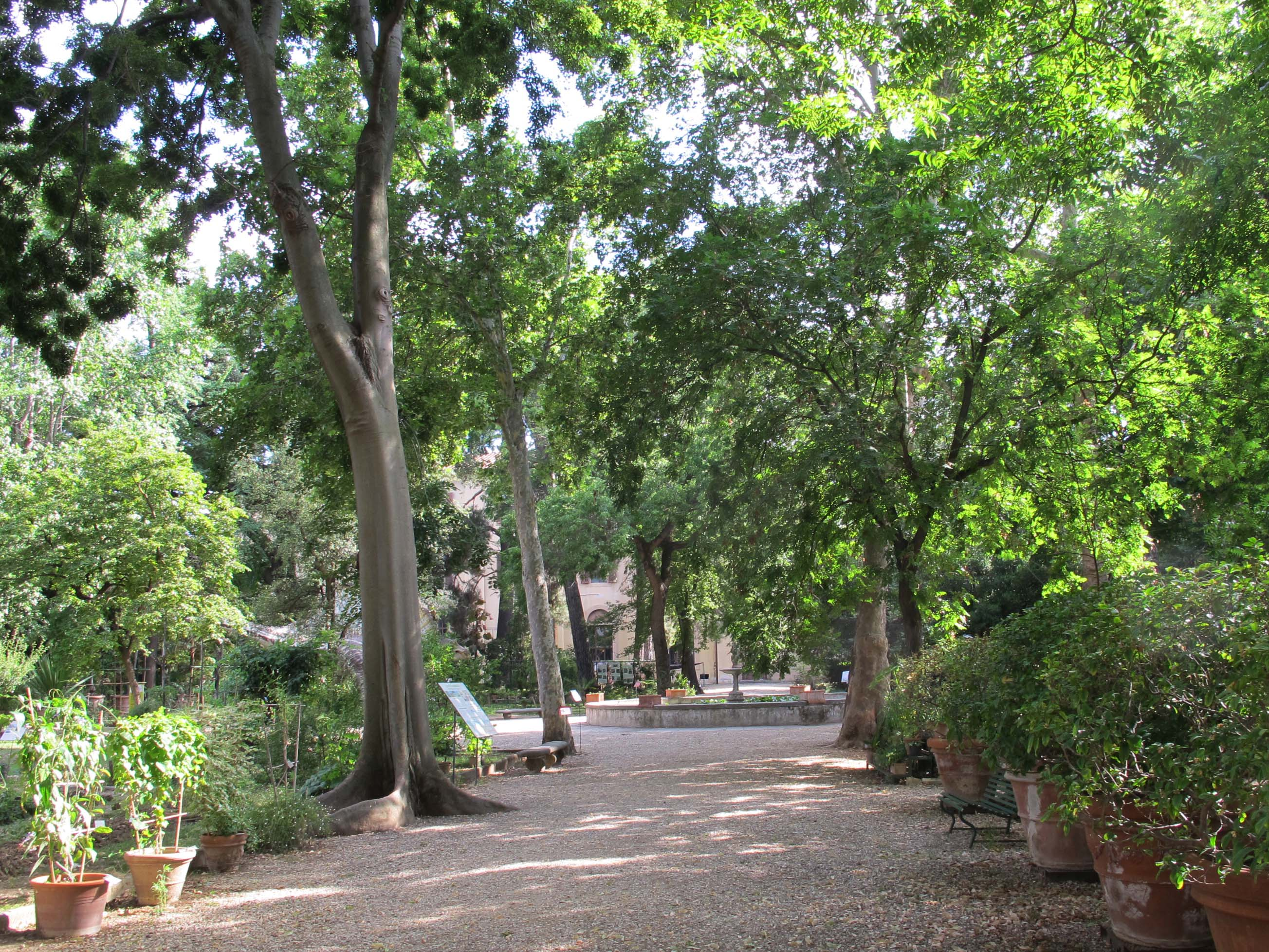
Veduta panoramica

Ha una superficie di 2,3 ettari, di cui 1694 m² sono occupati da serre. Il disegno delle aiuole ricorda sia il modello dell'Hortus conclusus medievale dedicato alla coltivazione delle erbe medicinali e aromatiche sia lo schema del giardino segreto della villa rinascimentale.
L'edificio principale, che occupa tutto il lato su via Micheli, ospita gli uffici, la biblioteca, un laboratorio e le serre. L'edificio, a pianta rettangolare, ha due grandi serre come corpi laterali e le strutture organizzative nella zona centrale. Altre cinque serre realizzate in vetro e metallo sono collocate nel giardino; sono serre fredde o calde che ospitano collezioni di felci, piante epifite, begonie, bromeliacee.
Dall'edificio centrale si accede al terrazzo, coperto da due pergole in ferro con rose rampicanti dal quale, tramite una scalinata in pietra serena, si scende nel giardino; la scala è fiancheggiata da due cespugli di Feijoa sellowiana e Stranvesia, potati geometricamente. Tutti i vialetti sono pavimentati in ghiaia mentre le aiuole sono delimitate da bassi bordi in pietra. Sempre in pietra sono le panchine e il tavolino che si trovano sulla montagnola mentre gli arredi sono in ferro.

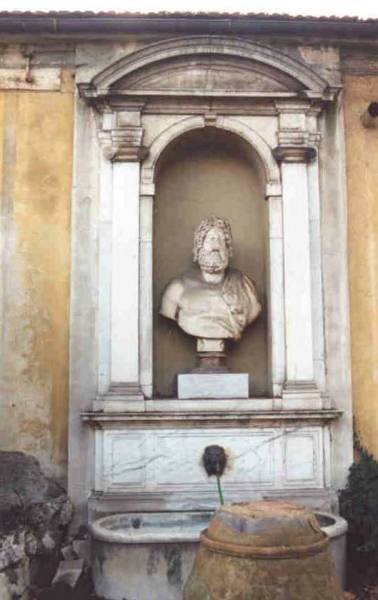
Busto di Esculapio

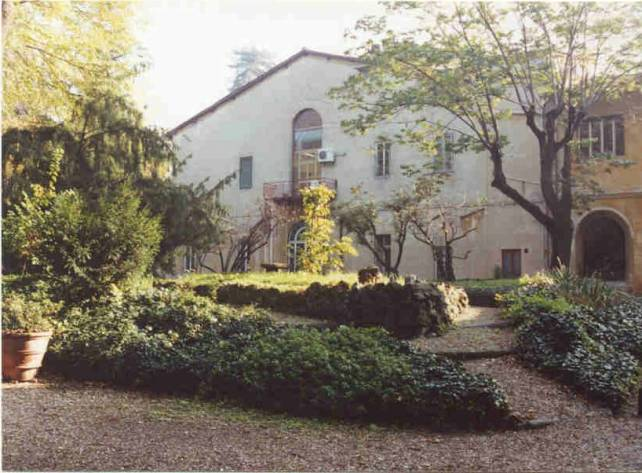
La montagnola

In una nicchia nel muro di fronte all'ingresso di via La Pira, è collocato un busto in marmo di Esculapio, scolpito da Antonio Gino Lorenzi da Settignano nella seconda metà del XVI secolo.
Al centro del giardino è situata una fontana in pietra, con zampillo centrale raffigurante un putto. La vasca ha circa 4 metri di diametro ed ospita piante acquatiche e pesci rossi.
Oltre alla fontana centrale, con funzione prevalentemente decorativa, vi sono numerose vasche: a destra dell'ingresso, si trova una vasca in cemento utilizzata per le ninfee; altre quattro vasche si trovano sulla montagnola e ospitano collezioni di piante acquatiche.
Alle grandi serre si accede dal giardino. All'interno trovano posto una piccola vasca e quattro roccere umide con piante di filodendro Philodendron e varie igrofile, fra le quali la capelvenere Adiantum capillus-veneris.

### Prato delle conifere
Il Prato delle conifere è una vasta zona a prato, in parte in piano e in parte in lieve pendenza, con conifere notevoli per dimensioni ed età e bulbose a fioritura primaverile.

### Aiuola delle arecacee
L'Aiuola delle arecacee è dedicata all'acclimatazione in piena aria di varie specie di palme.

### Aiuole delle piante alimentari e delle piante officinali
Nelle aiuole delle piante alimentari e delle piante officinali sono coltivate piante usate per l'alimentazione umana e piante officinali, sia spontanee che naturalizzate in Toscana.

### Aiuola del giardino all'italiana
L'Aiuola del giardino all'italiana ospita un piccolo parterre delimitato da bosso Buxus sempervirens, realizzato per richiamare simbolicamente l'antica tradizione del giardino all'italiana.

### Zona del laghetto
Un piccolo laghetto bordato da edera Hedera helix ospita diverse piante di loto Nelumbo nucifera; nella stessa zona sono state costruite una roccaglia che ricostruisce l'ambiente delle Alpi Apuane e una roccaglia in serpentino per ospitare la flora endemica di questi ambienti.

### Specie presenti
Il patrimonio vegetale dell'orto è attualmente costituito da circa 9.000 esemplari di piante.
Nel prato delle conifere sono da segnalare un Taxodium distichum e una Metasequoia glyptostroboides. Fra le piante più vecchie una sughera Quercus suber piantata nel 1805 da Ottaviano Targioni Tozzetti, allora direttore, e mai spellata; e un tasso Taxus baccata piantato nel 1720 da Pier Antonio Micheli. È presente anche una Zelkova serrata secolare.
Nelle serre abbondano le piante esotiche (il caffè Coffea arabica, l'albero del viaggiatore Ravenala madagascariensis, l'Amorphophallus titanum eccezionalmente fiorito nel 2002 e per due volte nel 2007, il banano Musa × paradisiaca, ecc.), e le collezioni di orchidee, piante carnivore, cactacee, cicadee, agrumi e altre ancora.

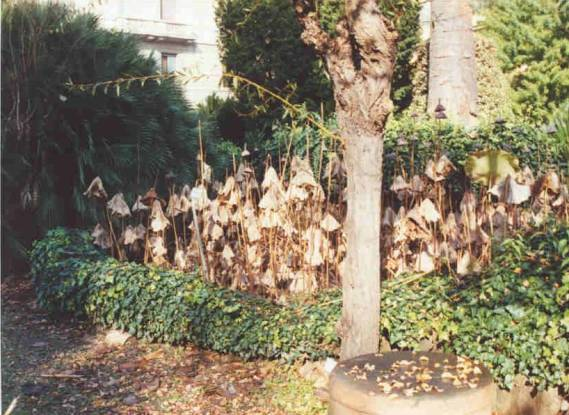
Nelumbo nucifera

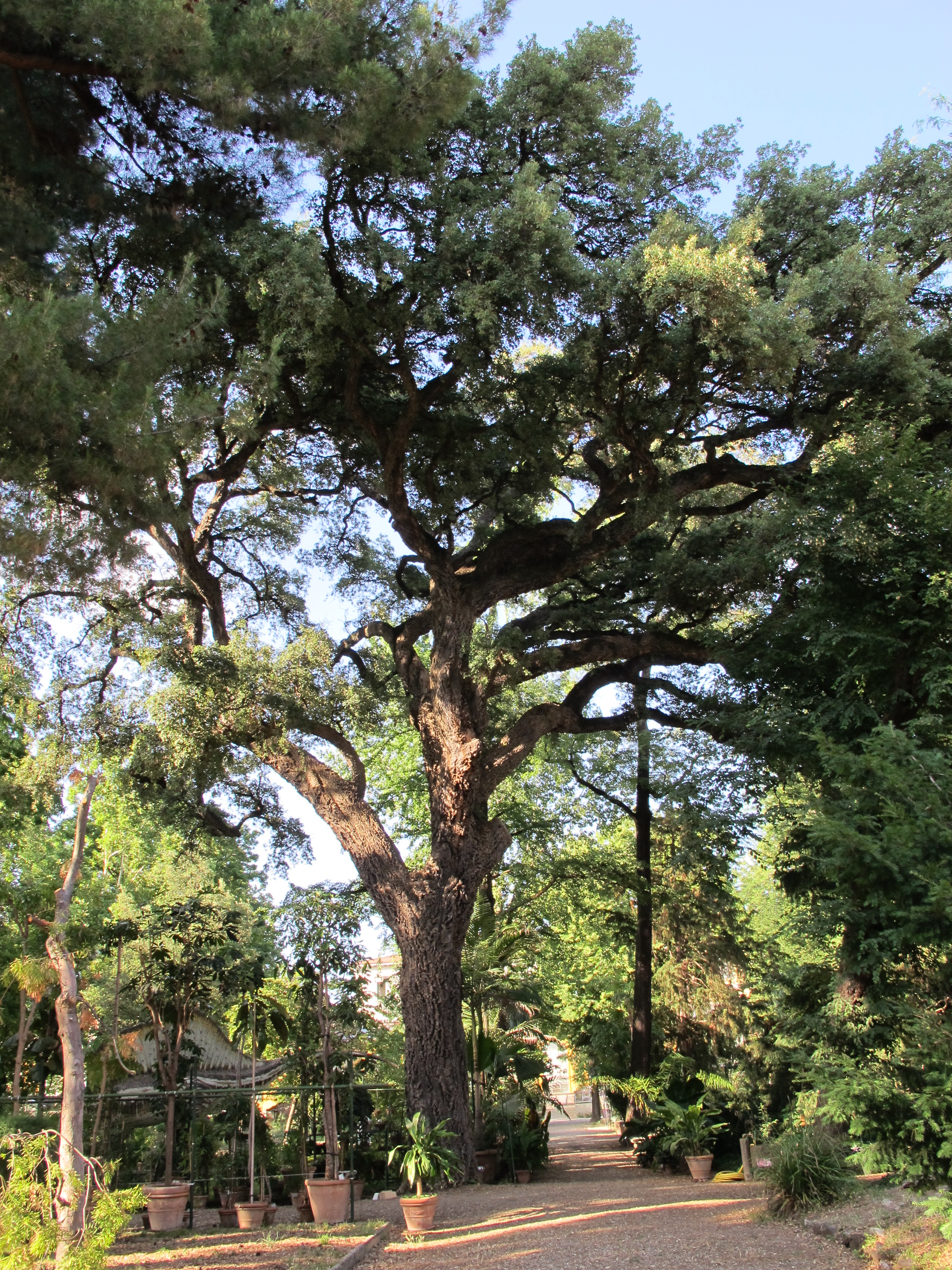
Quercus suber

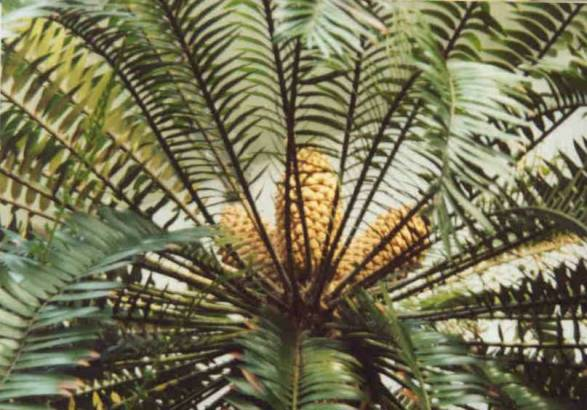
Cycas revoluta

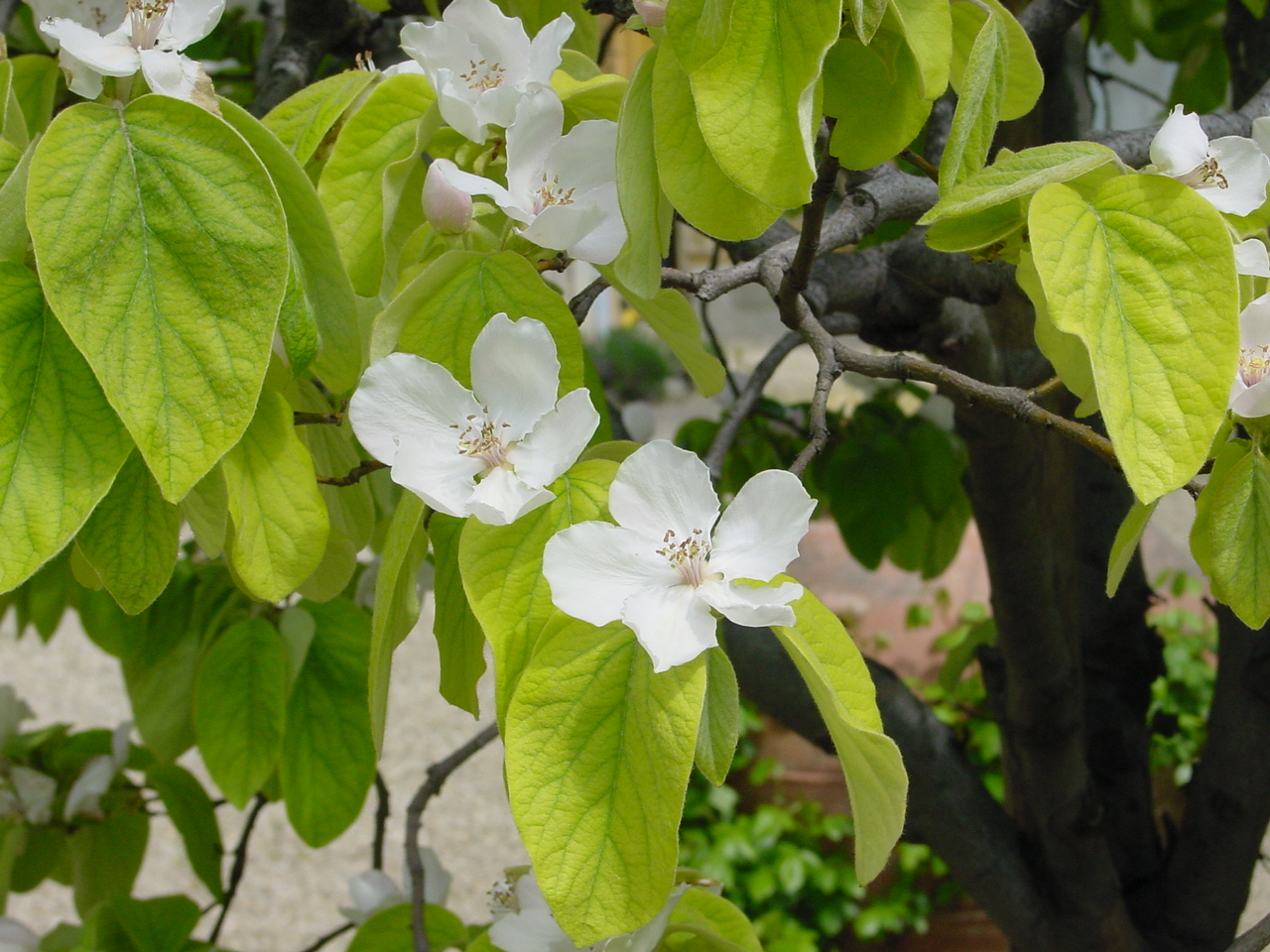
Cydonia oblonga

Lista parziale delle specie presenti
| - Acer negundo - Aesculus hippocastanum - Alnus cordata - Amorphophallus titanum - Araucaria imbricata - Arbutus × andrachinoides - Archontophoenix cunninghamii - Calocedrus decurrens - Cedrus atlantica - Cedrus deodara - Cedrus libani - Celtis occidentalis - Ceratozamia mexicana - Cupressus funebris - Cupressus goveniana - Cupressus sempervirens - Cupressus torulosa - Cycas revoluta - Cydonia oblonga - Digitalis lanata - Digitalis purpurea - Dionaea muscipula - Dioon edule - Dioon purpusii - Diospyros lotus | - Encephalartos caffer - Encephalartos ferox - Encephalartos horridus - Encephalartos munchii - Encephalartos natalensis - Encephalartos trispinosus - Erithea armata - Fagus sylvatica - Fagus sylvatica pendula - Fraxinus excelsior - Ginkgo biloba - Juglans nigra - Lagerstroemia indica - Liriodendron tulipifera - Magnolia grandiflora - Melissa officinalis - Metasequoia glyptostroboides - Ostrya carpinifolia - Pinus halepensis sbsp brutia - Pinus nigra sbsp laricio - Pinus wallichiana - Pistacia chinensis - Pistacia terebinthus - Platanus spp. | - Pterocarya stenoptera - Quercus cerris - Quercus ilex - Quercus lusitanica - Quercus macrolepsis - Quercus robur - Quercus suber - Sequoia sempervirens - Sophora japonica - Taxodium distichum - Taxodium mucronatum - Taxus baccata ♂ - Taxus baccata hiberica ♀ - Tilia platiphyllos - Torreya californica - Torreya nucifera - Torreya nucifera - Trachycarpus fortunei - Washingtonia filifera - Yucca australis - Zelkova carpinifolia - Zelkova crenata - Zelkova serrata |

## Voci correlate

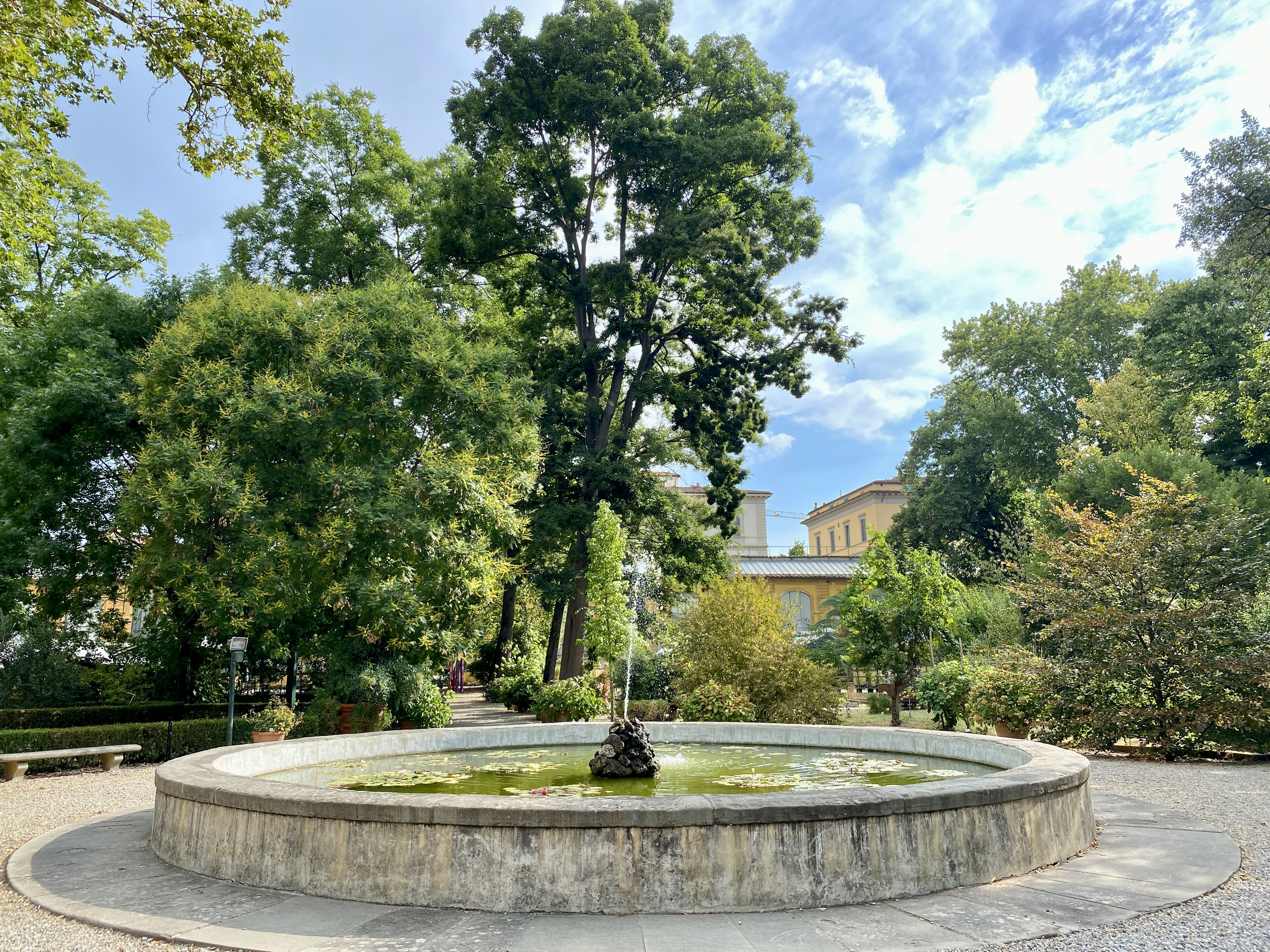
Vasca centrale dell'Orto